# 暗色角莖鱂
暗色角莖鱂（學名：Phalloceros pellos），為輻鰭魚綱鯉齒目鯉齒亞目花鳉科的其中一種，分布於南美洲巴西巴拉那州的沿岸流域，體長可達2.4公分，屬雜食性，生活習性不明。

## 擴展閱讀
維基物種上的相關：暗色角莖鱂